# Орґора
Орґора (груз. ორგორა) — село в Грузії.
За даними перепису населення 2014 року в селі проживає 117 осіб.